# Gaia Cauchi
Gaia Cauchi född 19 november 2002 är en maltesisk sångerska som vann Junior Eurovision Song Contest 2013 med låten "The Start" den 30 november i Kiev. Cauchis vinst innebar att Malta vann Junior Eurovision för första gången.